# كارل جايجير
كارل جايجير (بالألمانية: Karl Geiger)‏ هو متزلج قفز ألماني، ولد في 11 فبراير 1993 في أوبرستدورف في ألمانيا.

## وصلات خارجية
- كارل جيجير على موقع الاتحاد الدولي للتزلج (القفز التزلجي) (الإنجليزية)
- كارل جيجير على موقع اللجنة الأولمبية الدولية (الإنجليزية)
- كارل جيجير على موقع أوليمبيديا (الإنجليزية)
- كارل جيجير على موقع اللجنة الأولمبية الألمانية (الألمانية)